# Vóljskoie
Vóljskoie (en rus: Волжское) és un poble de l'óblast d'Astracan, a Rússia, segons el cens del 2014 tenia 3.279 habitants.